# Mayoría simple (pluralidad)
La mayoría simple, también denominada pluralidad, mayoría relativa, mayoría común, mayoría ordinaria o simplemente mayoría, establece que una elección o votación se gana cuando un candidato u opción obtiene más votos que cualquier otro, pero no consigue más del 50% de los votos.
La mayoría común, por contraposición con la mayoría absoluta, no requiere que el cómputo se haga sobre todos los miembros del órgano, sino solo con los presentes. Tampoco importa el número de abstenciones o ausencias, sino que tendrá la mayoría la opción "a favor" o "en contra" que compute mayor número de votos.
A veces, el término «mayoría simple» hace referencia a la mayoría de los legisladores presentes, mientras que «mayoría relativa» correspondería a la opción con el mayor número de votos, y «mayoría ordinaria» aquella votación en que los votos a favor superan los votos en contra.
En los órganos legislativos, la mayoría simple es el porcentaje de votación que corresponde al mayor número de votos de los legisladores que se encuentren presentes en el salón de sesiones del parlamento, y no a la mayoría de los integrantes del órgano en cuestión.
En legislaciones de algunos países, como México, se entiende como mayoría simple aquella que ocurre solo respecto de parlamentarios presentes en una sesión. En España, en cambio, existe mayoría simple cuando los votos afirmativos son más que los negativos. En Chile, la lógica es similar a la española, y cuando en las normas parlamentarias se habla de «mayoría» a secas, se entiende que es por mayoría simple de los parlamentarios asistentes a la sesión respectiva.